# Mercado de Guillermo de Osma

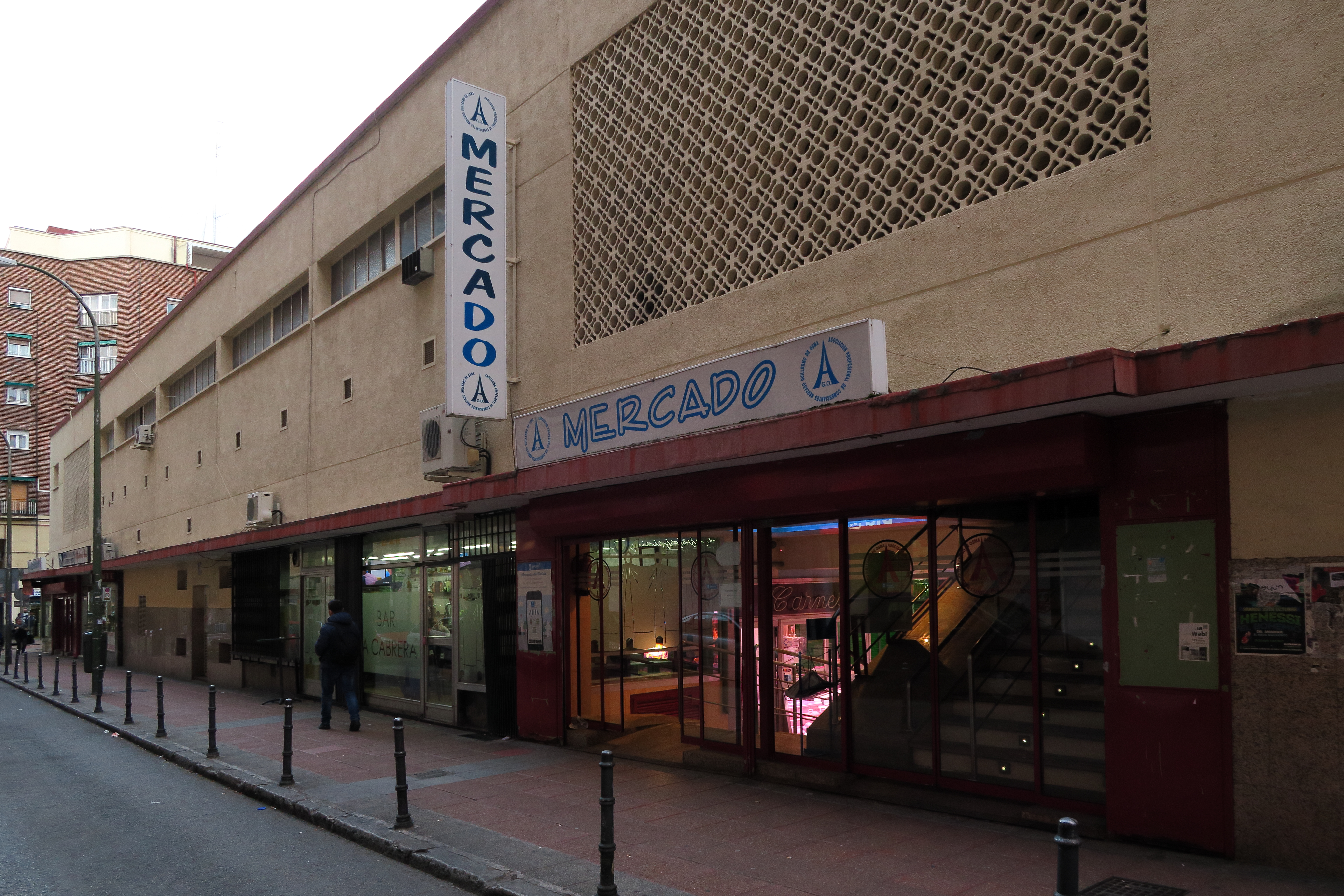

El Mercado Guillermo de Osma es uno de los dos mercados municipales de abastos del distrito de Arganzuela (Madrid). La denominación del mercado es en honor del diplomático español del siglo XIX Guillermo de Osma y Scull (1853-1922). Es un mercado de los más nuevos de la capital inaugurado el 7 de marzo de 1970, por el alcalde Carlos Arias Navarro. El mercado posee una planta de dos mil metros cuadrados, que se dispone en dos pisos. Todo ello contiene unos cien puestos. El proyecto arquitectónico originario data del año 1950 y ocupaba una superficie mucho mayor.